# Begonia heteroclinis
Espèce
Begonia heteroclinis est une espèce de plantes de la famille des Begoniaceae. Ce bégonia est originaire d'Indonésie. L'espèce fait partie de la section Sphenanthera. Elle a été décrite en 1898 par Sijfert Hendrik Koorders (1863-1919), à la suite des travaux de Friedrich Anton Wilhelm Miquel (1811-1871). 

## Répartition géographique
Cette espèce est originaire du pays suivant : Indonésie.